# تاکوما تسودا
تاکوما تسودا (انگلیسی: Takuma Tsuda؛ زادهٔ ۴ اکتبر ۱۹۸۰) بازیکن فوتبال اهل ژاپن است.